# ثنية سفلية
الثنية السفلية (بالإنجليزية: mandibular central incisor)‏ هي السن الموجودة في الفك السفلي والمجاورة للخط الناصف للوجه، وإلى الإنسي (باتجاه الخط الناصف للوجه) من الرباعية السفلية. كما هو الحال مع جميع القواطع، تشمل وظيفتها قص أو تقطيع الطعام أثناء المضغ. لا يوجد أي حدبات على السن. بدلاً من ذلك، تسمى المساحة السطحية للسن المستخدمة في الأكل بالحافة القاطعية أو الحد القاطعي. على الرغم من أن كل من الثنية السفلية اللبنية والدائمة متشابهتان، إلا أن هناك بعض الاختلافات الطفيفة بينها. عادة ما تكون الثنايا السفلية هي الأسنان الأولى التي تظهر في الفم، وعادةً ما يكون ذلك في عمر 6-8 أشهر تقريبًا.

## التدوين

### اللبنية
في نظام الترقيم العالمي، تحدد الثنايا السفلية اللبنية بحرف كبير من اللغة الانجليزية. تُرمز الثنية السفلية اللبنية اليمنى بحرف "P"، بينما اليسرى بحرف "O". تدوين الاتحاد العالمي لطب الأسنان لديه نظام مختلف للتدوين، حيث تُرمز الثنية السفلية اللبنية اليمنى بالرقم "81"، واليسرى بالرقم "71".

### الدائمة
في نظام الترقيم العالمي تُحَدَّد الثنايا السفلية الدائمة برقم. تُرمز الثنية السفلية الدائمة اليمنى برقم "25"، بينما تُرمز اليسرى برقم "24". في تدوين بالمر، يتم استخدام رقم جنبًا إلى جنب مع آخر يحدد الربع الذي يوجد فيه السن. بالنسبة لهذا السن، فإن الثنايا اليمنى واليسرى سيكون لها نفس الرقم، "1"، ولكن الثنية اليمنى سيكون لها الرمز "┐"، فوقها، بينما سيكون لليسرى الرمز "┌". لدى تدوين الاتحاد العالمي لطب الأسنان نظام ترقيم مختلف عن النظامين السابقين، فتُرمز الثنية السفلية الدائمة اليمنى بالرقم "41"، واليسرى بالرقم "31".

## التشريح
تملك الثنية السفلية حفرة على سطحها اللساني. تقع نقاط الاتصال الأنسية والوحشية في الثلث القاطعي. ارتفاعا الانحناء الدهليزي واللساني يقعان في الثلث العنقي، كما هو الحال مع جميع القواطع والأنياب.